# Сергеев, Сергей Александрович (хоккеист)
Сергей Александрович Сергеев (род. 27 июня 1962) — советский хоккеист, нападающий.

## Биография
Воспитанник СКА Ленинград. В сезонах 1979/80 — 1982/83 играл во второй лиге за фарм-клуб СКА ВИФК / «Звезда» Оленегорск. В 1981 году провёл 8 матчей за СКА в переходном турнире между высшей и первой лигами. В сезонах 1983/84 — 1987/88 играл в первой лиге в составе «Ижорца». В сезонах 1987/88 — 1988/89 провёл 38 матчей за СКА в высшей лиге.